# 石鉄県
- 石鉄県
- 石鐵県
- 石鐡県

石鉄県（旧字体：石鐵縣、いしづちけん、せきてつけん）は、1871年（明治4年）に伊予国北部を管轄するために設置された県。現在の愛媛県中予地方、東予地方にあたる。本項では前身である松山県（まつやまけん。第1次府県統合後）についても記す。

## 県名について

### 由来
石鉄県の名は、石鎚山（石鈇山、いしづちやま/いしづちさん）に由来する。ただし「鉄（鐵）」の字を用いたことについては、石鎚山の別表記の一つである「石鈇山」の「鈇」の字を「鉄」と混同したためではないかとされている。
明治4年7月（1871年8月）の廃藩置県に伴い設置された西条・小松・今治・松山の4県が、同年11月に統合され「松山県」が発足。明治5年（1872年）正月の稟請書によれば、人民の耳目を一新すべく県名を改めることとし、管内の中央にあって「四国第一ノ峻岳霊地」である石鎚山の名を採用すると説明されている。明治5年2月9日付の太政官布告で「松山県石鐵県卜被改候事」と通告された。

### 「鉄」の字体
「鉄（鐵）」には多くの字体があり、明治5年2月9日付の太政官布告は「石䥫縣」（䥫：金偏に截）の字体で記録されているが、「石𨯒縣」（𨯒：金偏に韯）を用いるものも多く見られ、県の廃止時には「石鐵縣」の字体で記録されている（『太政類典』には「石䥫」を「石鐵」に修正する書き込みがある）。他に「石銕縣」と記すものもある。現代の文章や事典・データベース等では標準字体（新字体）である「石鉄県」が多く用いられるが、固有名詞部分で正字「鐵」を採った「石鐵県」も用いられ、愛媛県地域では『愛媛県史』をはじめとして「石鐡県」の字体を用いる例が見られる。

### 読み
県名の読み方については、冒頭に掲げた通り「いしづち」「せきてつ」の2種がある。『松山市史 第三巻 近代』では「石鉄県」に「せきてつ」「いしづち」2通りの読み仮名が振ってある。

## 沿革
- 1871年8月29日（明治4年7月14日） - 廃藩置県。
- 同年12月16日（明治4年11月5日）- 第1次府県統合により西条県、小松県、今治県、松山県が統合され、伊予国北部に改めて松山県が発足。県庁は引き続き温泉郡松山（現在の松山市丸の内）の松山城に設置。
- 1872年3月17日（明治5年2月9日） - 霊峰石鎚山（石鈇山）に因み、石鉄県と改称[2]された。
- 1873年（明治6年）
  - 1月23日 - 県域の西に偏っていた県庁を越智郡今治（現在の今治市通町三丁目1-3）にある今治城に移転。
  - 2月20日 - 神山県と統合され愛媛県が発足[23]。同日石鉄県廃止。

## 管轄地域
- 伊予国
  - 宇摩郡
  - 新居郡
  - 周布郡
  - 桑村郡
  - 越智郡
  - 野間郡
  - 風早郡
  - 和気郡
  - 温泉郡
  - 久米郡
  - 浮穴郡の一部（のちの上浮穴郡）

## 歴代知事

### 松山県
- 1871年（明治4年）11月15日 - 1872年（明治5年）2月9日 ： 参事本山茂任（元高知藩士）

### 石鉄県
- 1872年（明治5年）2月9日 - 1873年（明治6年）2月20日 ： 参事本山茂任（前松山県参事）